# Cooperatrici parrocchiali di Cristo Re
Le Cooperatrici Parrocchiali di Cristo Re (in francese Coopératrices Paroissiales du Christ-Roi; sigla C.P.C.R.) sono un istituto religioso femminile di diritto pontificio.

## Storia

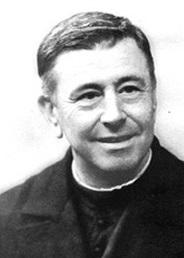
Francisco de Paula Vallet Arnau, fondatore della congregazione

La congregazione fu fondata il 31 ottobre 1943 a Chabeuil dal sacerdote Francisco de Paula Vallet Arnau per collaborare con i Cooperatori parrocchiali di Cristo Re, da lui istituiti nel 1928, nell'opera degli esercizi spirituali.
L'istituto fu eretto in pia unione l'8 settembre 1961 e in congregazione di diritto diocesano il 14 aprile 1968 da Jean-Barthélemy-Marie de Cambourg, vescovo di Valence.

## Attività e diffusione
Le suore si dedicano principalmente al lavoro nelle case di esercizi spirituali dirette dai religiosi del ramo maschile, ma anche alla cura delle vocazioni adulte, alla catechesi, all'apostolato presso i carcerati e al servizio nelle scuole apostoliche per futuri preti e religiosi. La loro spiritualità è ignaziana.
Sono presenti in Francia, Spagna, Argentina e Uruguay; la sede generalizia è a Chabeuil.
Alla fine del 2015 l'istituto contava 62 religiose in 11 case.